# Union de la gauche
Ne doit pas être confondu avec l'Union des gauches, groupe parlementaire français.
En France, l'union de la gauche est une stratégie de coalition électorale entre différents partis appartenant à la famille de la gauche (centre gauche jusqu'à l'extrême gauche).

## Origine de l'expression
L'expression apparaît pour désigner l'alliance électorale conclue entre le Parti socialiste (PS), le Mouvement des radicaux de gauche (MRG) et le Parti communiste français (PCF) de 1972 à 1977, sur la base du Programme commun de gouvernement, puis la participation de ces différentes forces au gouvernement entre 1981 et 1984, sous la présidence de François Mitterrand.
Elle refait ensuite surface régulièrement dans le débat public lors de diverses élections nationales et locales. Lionel Jospin, entre 1997 et 2002, réunit dans son gouvernement le PS, le PRG (ex-MRG), Les Verts et le PCF. Dans une moindre mesure, le président François Hollande réalise une coalition avec Europe Écologie Les Verts (EÉLV) et le PRG après son élection en 2012.
L'expression connaît un regain de popularité au moment de l'élection présidentielle de 2017 pour proposer une candidature commune au PS et à La France insoumise (LFI), puis de nouveau en vue des échéances électorales de 2022, où les quatre principales forces de gauche s'allient au sein de la Nouvelle Union populaire écologique et sociale (NUPES) pour les élections législatives.
En 2024, le Nouveau Front populaire, qui coalise quasiment tous les partis de gauche, centre-gauche et extrême gauche, ainsi que de très nombreuses organisations syndicales, associatives et de la société civile, remporte les élections législatives anticipées de 2024, dans un contexte tendu à la suite de l'arrivée de l'extrême droite en tête du premier tour.

## Chronologie des différentes coalitions
| Coalition                                                     | Partis membres                                               | Partis membres                                        | Élections                                                                          | Résultats                                                      |
| ------------------------------------------------------------- | ------------------------------------------------------------ | ----------------------------------------------------- | ---------------------------------------------------------------------------------- | -------------------------------------------------------------- |
| Bloc des gauches (1902)                                       |                                                              | Alliance démocratique (AD)                            | Législatives de 1902                                                               | Victoire                                                       |
| Bloc des gauches (1902)                                       | Parti radical (PRRRS)                                        |                                                       | Législatives de 1902                                                               | Victoire                                                       |
| Bloc des gauches (1902)                                       | Parti socialiste français (PSF)                              |                                                       | Législatives de 1902                                                               | Victoire                                                       |
| Cartel des gauches (1924)                                     |                                                              | Parti radical (PRRRS)                                 | Législatives de 1924                                                               | Victoire sans collaboration gouvernementale                    |
| Cartel des gauches (1924)                                     | Section française de l'Internationale ouvrière (SFIO)        |                                                       | Législatives de 1924                                                               | Victoire sans collaboration gouvernementale                    |
| Cartel des gauches (1924)                                     | Radicaux indépendants                                        |                                                       | Législatives de 1924                                                               | Victoire sans collaboration gouvernementale                    |
| Cartel des gauches (1924)                                     | Parti républicain-socialiste (PRS)                           |                                                       | Législatives de 1924                                                               | Victoire sans collaboration gouvernementale                    |
| Cartel des gauches (1924)                                     | Parti socialiste français (PSF)                              |                                                       | Législatives de 1924                                                               | Victoire sans collaboration gouvernementale                    |
| Front Populaire (1936)                                        |                                                              | Section française de l'Internationale ouvrière (SFIO) | Législatives de 1936                                                               | Victoire                                                       |
| Front Populaire (1936)                                        | Parti radical (PRRRS)                                        |                                                       | Législatives de 1936                                                               | Victoire                                                       |
| Front Populaire (1936)                                        | Parti communiste français (PCF)                              |                                                       | Législatives de 1936                                                               | Victoire                                                       |
| Front Populaire (1936)                                        | Union socialiste républicaine (USR)                          |                                                       | Législatives de 1936                                                               | Victoire                                                       |
| Front Populaire (1936)                                        | Parti d'unité prolétarienne (PUP)                            |                                                       | Législatives de 1936                                                               | Victoire                                                       |
| Front Populaire (1936)                                        | Parti radical-socialiste Camille Pelletan (PRS-CP)           |                                                       | Législatives de 1936                                                               | Victoire                                                       |
| Front Populaire (1936)                                        | Parti de la Jeune République (PJR)                           |                                                       | Législatives de 1936                                                               | Victoire                                                       |
| Fédération de la gauche démocrate et socialiste (1965 - 1968) |                                                              | Section française de l'Internationale ouvrière (SFIO) | Législatives de 1967 Législatives de 1968                                          | Défaite mais gain de 52 députés Défaite et perte de 59 députés |
| Fédération de la gauche démocrate et socialiste (1965 - 1968) | Parti radical (RAD)                                          |                                                       | Législatives de 1967 Législatives de 1968                                          | Défaite mais gain de 52 députés Défaite et perte de 59 députés |
| Fédération de la gauche démocrate et socialiste (1965 - 1968) | Convention des institutions républicaines (CIR)              |                                                       | Législatives de 1967 Législatives de 1968                                          | Défaite mais gain de 52 députés Défaite et perte de 59 députés |
| Fédération de la gauche démocrate et socialiste (1965 - 1968) | Union des groupes et clubs socialistes (UGCS)                |                                                       | Législatives de 1967 Législatives de 1968                                          | Défaite mais gain de 52 députés Défaite et perte de 59 députés |
| Fédération de la gauche démocrate et socialiste (1965 - 1968) | Union des clubs pour le renouveau de la gauche (UCRG)        |                                                       | Législatives de 1967 Législatives de 1968                                          | Défaite mais gain de 52 députés Défaite et perte de 59 députés |
| Programme commun (1972 - 1977)                                |                                                              | Parti socialiste (PS)                                 | Législatives de 1973 Présidentielle de 1974 Cantonales de 1976 Municipales de 1977 | Défaite mais gain de 86 députés Défaite Victoire Victoire      |
| Programme commun (1972 - 1977)                                | Parti communiste français (PCF)                              |                                                       | Législatives de 1973 Présidentielle de 1974 Cantonales de 1976 Municipales de 1977 | Défaite mais gain de 86 députés Défaite Victoire Victoire      |
| Programme commun (1972 - 1977)                                | Mouvement des radicaux de gauche (MRG)                       |                                                       | Législatives de 1973 Présidentielle de 1974 Cantonales de 1976 Municipales de 1977 | Défaite mais gain de 86 députés Défaite Victoire Victoire      |
| Gauche plurielle (1997-2002)                                  |                                                              | Parti socialiste (PS)                                 | Législatives de 1997 Cantonales de 1998 Régionales de 1998 Municipales de 2001     | Victoire Victoire Victoire Défaite                             |
| Gauche plurielle (1997-2002)                                  | Parti communiste français (PCF)                              |                                                       | Législatives de 1997 Cantonales de 1998 Régionales de 1998 Municipales de 2001     | Victoire Victoire Victoire Défaite                             |
| Gauche plurielle (1997-2002)                                  | Les Verts (LV)                                               |                                                       | Législatives de 1997 Cantonales de 1998 Régionales de 1998 Municipales de 2001     | Victoire Victoire Victoire Défaite                             |
| Gauche plurielle (1997-2002)                                  | Parti radical de gauche (PRG)                                |                                                       | Législatives de 1997 Cantonales de 1998 Régionales de 1998 Municipales de 2001     | Victoire Victoire Victoire Défaite                             |
| Gauche plurielle (1997-2002)                                  | Mouvement des citoyens (MDC)                                 |                                                       | Législatives de 1997 Cantonales de 1998 Régionales de 1998 Municipales de 2001     | Victoire Victoire Victoire Défaite                             |
| Gauche plurielle (1997-2002)                                  | Divers gauche                                                |                                                       | Législatives de 1997 Cantonales de 1998 Régionales de 1998 Municipales de 2001     | Victoire Victoire Victoire Défaite                             |
| Nouvelle Union populaire écologique et sociale (2022)         |                                                              | Europe Écologie Les Verts (EELV)                      | Législatives de 2022                                                               | Défaite mais gain de 77 députés                                |
| Nouvelle Union populaire écologique et sociale (2022)         | La France insoumise (LFI)                                    |                                                       | Législatives de 2022                                                               | Défaite mais gain de 77 députés                                |
| Nouvelle Union populaire écologique et sociale (2022)         | Parti communiste français (PCF)                              |                                                       | Législatives de 2022                                                               | Défaite mais gain de 77 députés                                |
| Nouvelle Union populaire écologique et sociale (2022)         | Parti socialiste (PS)                                        |                                                       | Législatives de 2022                                                               | Défaite mais gain de 77 députés                                |
| Nouveau Front populaire (2024)                                |                                                              | Les Écologistes (LÉ)                                  | Législatives de 2024                                                               | Victoire sans pouvoir former un gouvernement                   |
| Nouveau Front populaire (2024)                                | La France insoumise (LFI)                                    |                                                       | Législatives de 2024                                                               | Victoire sans pouvoir former un gouvernement                   |
| Nouveau Front populaire (2024)                                | Parti communiste français (PCF)                              |                                                       | Législatives de 2024                                                               | Victoire sans pouvoir former un gouvernement                   |
| Nouveau Front populaire (2024)                                | Parti socialiste (PS)                                        |                                                       | Législatives de 2024                                                               | Victoire sans pouvoir former un gouvernement                   |
| Nouveau Front populaire (2024)                                | Génération·s (G.s)                                           |                                                       | Législatives de 2024                                                               | Victoire sans pouvoir former un gouvernement                   |
| Nouveau Front populaire (2024)                                | Alliance pour une république écologique et sociale (L'Après) |                                                       | Législatives de 2024                                                               | Victoire sans pouvoir former un gouvernement                   |
| Nouveau Front populaire (2024)                                | Gauche républicaine et socialiste (GRS)                      |                                                       | Législatives de 2024                                                               | Victoire sans pouvoir former un gouvernement                   |
| Nouveau Front populaire (2024)                                | Révolution écologique pour le vivant (REV)                   |                                                       | Législatives de 2024                                                               | Victoire sans pouvoir former un gouvernement                   |
| Nouveau Front populaire (2024)                                | Place publique (PP)                                          |                                                       | Législatives de 2024                                                               | Victoire sans pouvoir former un gouvernement                   |
| Nouveau Front populaire (2024)                                | Debout ! (D!)                                                |                                                       | Législatives de 2024                                                               | Victoire sans pouvoir former un gouvernement                   |
| Nouveau Front populaire (2024)                                | Parti ouvrier indépendant (POI)                              |                                                       | Législatives de 2024                                                               | Victoire sans pouvoir former un gouvernement                   |
| Nouveau Front populaire (2024)                                | Génération écologie (GE)                                     |                                                       | Législatives de 2024                                                               | Victoire sans pouvoir former un gouvernement                   |
| Nouveau Front populaire (2024)                                | Pour une écologie populaire et sociale (PEPS)                |                                                       | Législatives de 2024                                                               | Victoire sans pouvoir former un gouvernement                   |
| Nouveau Front populaire (2024)                                | Gauche écosocialiste (GES)                                   |                                                       | Législatives de 2024                                                               | Victoire sans pouvoir former un gouvernement                   |
| Nouveau Front populaire (2024)                                | + divers partis régionaux                                    |                                                       | Législatives de 2024                                                               | Victoire sans pouvoir former un gouvernement                   |

## Historique

### Bloc des gauches (1902)
Lors des élections législatives de 1902, le « Bloc des gauches » désigne l'alliance formée par les républicains modérés, les radicaux et les socialistes visant à contrer la droite conservatrice et nationaliste renforcée par la crise de l'affaire Dreyfus.
Cette alliance, formée en réponse à la division du pays après la condamnation de Dreyfus, mène à la formation du gouvernement de Défense républicaine dirigé par Pierre Waldeck-Rousseau, qui lance une politique anticléricale et des réformes sociales. Le Bloc remporte les élections législatives de 1902, et sous la direction du sénateur radical Émile Combes, accentue les mesures anticléricales, aboutissant à la loi de séparation des Églises et de l'État en 1905.
L'unification des socialistes au sein de la Section française de l'Internationale ouvrière (SFIO) en 1905 entraîne la fragmentation progressive du Bloc, bien que la laïcité continue d'unir les partis de gauche. Les différents gouvernements du « Bloc des gauches » est marquée par la stabilité gouvernementale et l'enracinement de la laïcité dans la République française, malgré des critiques sur la faiblesse de son programme social.

### Cartel des gauches (1924)
Le cartel des gauches était une coalition électorale formée pour les élections législatives de 1924, comprenant les radicaux indépendants, le Parti radical et radical-socialiste, le Parti républicain-socialiste, les socialistes indépendants, et la SFIO. Dominée par le radical Édouard Herriot, cette coalition victorieuse ne fut qu'une entente électorale visant à battre le Bloc national, sans réelle collaboration gouvernementale.
Reconduite pour les élections législatives de 1932, elle regroupa les radicaux et les socialistes, mais la majorité parlementaire resta fragile en raison des conditions posées par les socialistes, ce qui empêcha leur participation gouvernementale jusqu'au Front populaire de 1936.

### Front populaire (1936)
Le Front populaire était une coalition politique de gauche, formée pour les élections législatives de 1936, réunissant le Parti radical, de la Section française de l'Internationale ouvrière (SFIO) et du Parti communiste. Après avoir remporté la majorité des sièges, quatre gouvernements furent constitués entre juin 1936 et avril 1938. Le premier gouvernement, dirigé par le socialiste Léon Blum, fut suivi par deux gouvernements dirigés par le radical Camille Chautemps, et enfin, un court mandat de Blum. Bien que les communistes soutenaient ces gouvernements, ils n'y participèrent pas directement.
La victoire du Front populaire provoqua un choc pour la bourgeoisie et suscita un large mouvement de grèves dans les usines en mai et juin 1936. Élu sur un programme modéré, le gouvernement négocia d'importantes réformes sociales, telles que la réduction du temps de travail à 40 heures par semaine et la création de deux semaines de congés payés.
Cependant, après deux ans marqués par des dissensions internes, la coalition éclata en 1938, à la suite du refus du Sénat d'accorder à Léon Blum les pleins pouvoirs financiers. Le Front populaire reste une référence majeure pour la gauche française.

### Fédération de la gauche démocrate et socialiste (1965 - 1968)
La Fédération de la gauche démocrate et socialiste (FGDS) est le rassemblement de la gauche non communiste, entre 1965 et 1968. Créée sous l'impulsion de François Mitterrand, elle résulte de la fusion des groupes parlementaires socialistes et du Rassemblement démocratique.
La FGDS regroupe :
- la Section française de l'Internationale ouvrière (SFIO, parti socialiste) de Guy Mollet ;
- le Parti radical (RAD) de René Billères ;
- la Convention des institutions républicaines (CIR) de François Mitterrand ;
- l'Union des groupes et clubs socialistes (UGCS) de Jean Poperen ;
- l'Union des clubs pour le renouveau de la gauche (UCRG) d'Alain Savary.

### Programme commun (1972 - 1977)

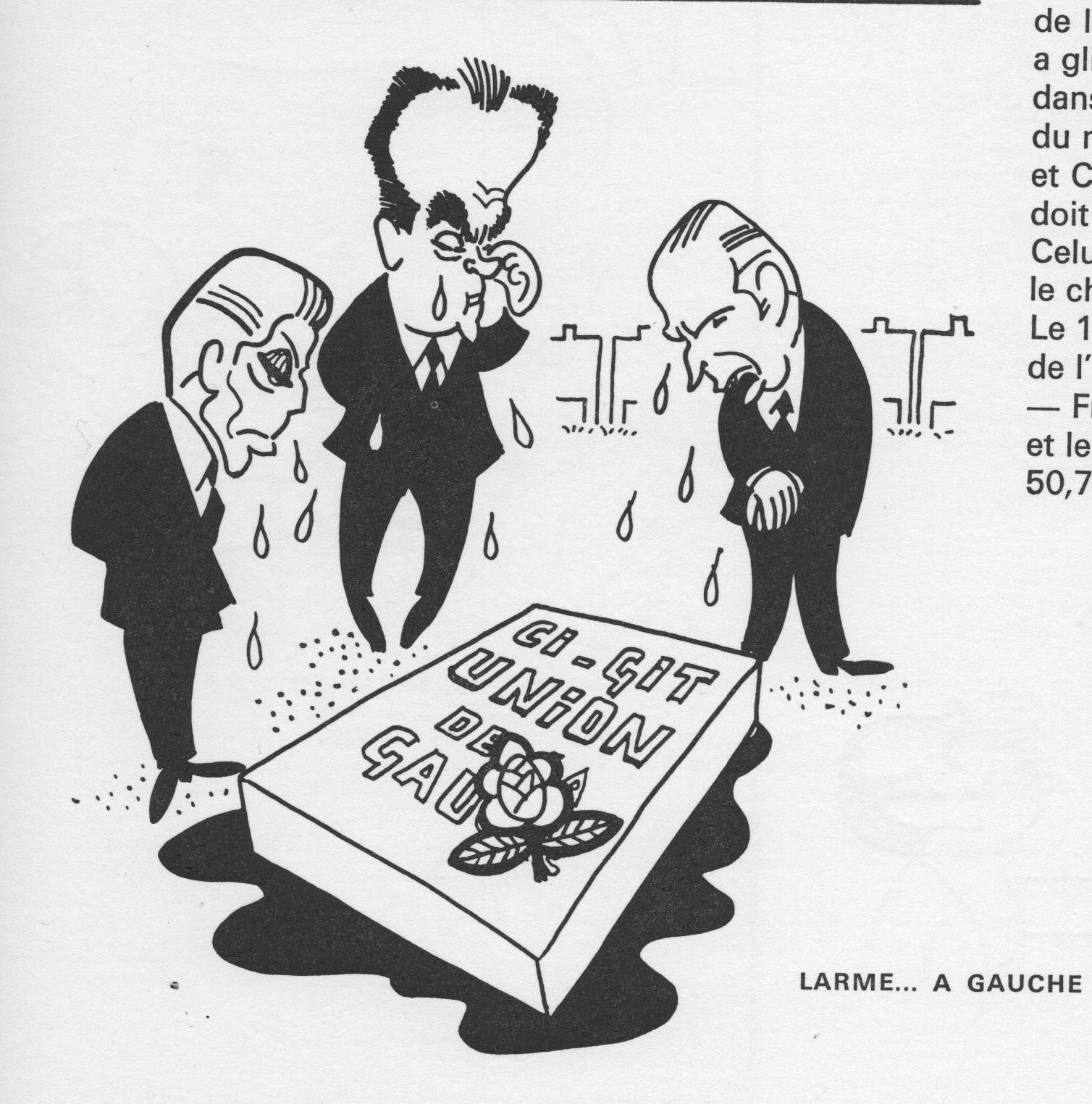
Robert Fabre, Georges Marchais et François Mitterrand sur la tombe de l'Union de la gauche (caricature de Maurice Tournade en 1980).

L'Union de la gauche est représentée à l'élection présidentielle française de 1974 par François Mitterrand, alors premier secrétaire du Parti socialiste.
Après la fin du Programme commun, les radicaux de gauche participèrent au premier gouvernement Mauroy, les communistes participant ensuite au deuxième puis au troisième gouvernements de Pierre Mauroy.
Le terme d'Union de la gauche est donc utilisé pour désigner aussi bien la période du Programme commun proprement dite que la période allant de 1981 à 1984 et se terminant avec le gouvernement Fabius ; les communistes cessent alors d'être associés au gouvernement socialiste.

### Gauche plurielle (1997)
Lors des élections législatives de 1997, Lionel Jospin remplace le vocable union de la gauche par celui de gauche plurielle. Sous son gouvernement qui dure de 1997 à 2002, on désigne ainsi la coalition du Parti socialiste, du Parti communiste français, des Verts, du Parti radical de gauche et du Mouvement des citoyens.
Imaginée en quelques semaines à la suite de la dissolution de l'Assemblée nationale décidée par le président de la République, Jacques Chirac, la coalition remporte les élections législatives de 1997, ouvrant la voie à une cohabitation.

### Nouvelle Union populaire écologique et sociale (2022)
La Nouvelle Union populaire écologique et sociale (Nupes) est une coalition de partis politiques de la gauche française, formée en 2022 pour présenter des candidatures communes aux élections législatives de 2022 après la réélection d'Emmanuel Macron. Créée pour surmonter la division de la gauche lors des présidentielles, elle regroupe La France insoumise, le Pôle écologiste (comprenant notamment Europe Écologie Les Verts et Génération·s), le Parti communiste français et le Parti socialiste.
Malgré des divergences internes, la Nupes devient la principale force d'opposition, empêchant le président de la République d'obtenir une majorité absolue. Cependant, des tensions apparaissent, notamment liées à des élections sénatoriales et des positions sur des événements internationaux.

### Nouveau Front populaire (2024)
Le Nouveau Front populaire (NFP), également appelé Front populaire, est une coalition des principaux partis politiques français de gauche. Lancé le 10 juin 2024, il s'agit d'une coalition formée en vue des élections législatives de 2024 en opposition aux partis de la majorité présidentielle soutenant Emmanuel Macron ainsi qu'au Rassemblement national, dans le contexte de la montée de l'extrême droite lors des élections européennes de 2024 en France.
Cette coalition rassemble principalement Les Écologistes, La France insoumise, le Parti communiste français et le Parti socialiste, ainsi que Place publique, Génération·s, la Gauche républicaine et socialiste, le Nouveau Parti anticapitaliste et la Gauche écosocialiste, tout en poussant à une mobilisation des associations, des forces syndicales et des acteurs de la société civile. La coalition s'accorde sur une répartition du nombre de candidats et sur un programme politique commun.
Le Nouveau Front populaire est au moment de sa création la coalition comportant le plus de partis politiques, et soutenue par le plus de partis de l'histoire parlementaire française.

## Élections locales

### Élections régionales de 2010
Le terme d'Union de la Gauche est de nouveau utilisé lors des élections régionales françaises de 2010 pour désigner les listes constituées par le PS, le PRG, Europe Écologie et le Front de gauche pour le second tour pour faire face aux listes de la majorité présidentielle[réf. souhaitée].

### Élections municipales de 2014 et de 2020
Le terme se retrouve encore pour désigner d'autres alliances électorales à gauche, incluant le PS, notamment lors des élections municipales françaises de 2014 et des élections municipales françaises de 2020.
Un terme proche, Gauche unie, est utilisée pour les élections métropolitaines de 2020 dans la métropole de Lyon
À Marseille pendant les élections de 2020, il existe un mouvement d’union de la gauche appelé le Printemps Marseillais qui cette fois ne reprend pas ce terme.

### Élections régionales de 2021
En Île-de-France, à l'occasion des élections régionales de 2021, au lendemain du premier tour qui a eu lieu le 20 juin, les partis politiques EELV (Julien Bayou), PS (Audrey Pulvar) et LFI-PCF (Clémentine Autain) s'unissent sous une même liste afin de faire bloc face aux listes dites « de droite » LR et RN, en prévision du second tour.

## Résultats électoraux

### Élections législatives
| Année | Coalition                                       | 1er tour   | 1er tour | 1er tour | 2d tour    | 2d tour | 2d tour | Sièges    | Gouvernement                                      |
| Année | Coalition                                       | Voix       | %        | Rang     | Voix       | %       | Rang    | Sièges    | Gouvernement                                      |
| ----- | ----------------------------------------------- | ---------- | -------- | -------- | ---------- | ------- | ------- | --------- | ------------------------------------------------- |
| 1902  | Bloc des gauches                                |            |          |          |            |         |         | 324 / 589 | Combes Sarrien                                    |
| 1924  | Cartel des gauches                              | 4 316 551  | 45,07    | 2e       |            |         |         | 327 / 581 | Herriot I Painlevé II et III Briand VIII, IX et X |
| 1936  | Front populaire                                 | 5 690 168  | 57,78    | 1er      |            |         |         | 386 / 610 | Blum I Chautemps III et IV Blum II                |
| 1967  | Fédération de la gauche démocrate et socialiste | 4 207 166  | 18,79    | 2e       | 4 505 329  | 24,08   | 2e      | 116 / 486 | Opposition                                        |
| 1968  | Fédération de la gauche démocrate et socialiste | 3 654 003  | 16,50    | 2e       | 3 097 338  | 21,25   | 2e      | 57 / 487  | Opposition                                        |
| 1978  | Programme commun                                | 12 925 485 | 45,24    | 2e       | 12 553 462 | 49,24   | 2e      | 200 / 491 | Opposition                                        |
| 1997  | Gauche plurielle                                | 10 915 516 | 43,09    | 1er      | 12 364 197 | 48,25   | 1er     | 297 / 577 | Jospin                                            |
| 2022  | Nouvelle Union populaire écologique et sociale  | 5 836 202  | 25,66    | 2e       | 6 556 198  | 31,60   | 2e      | 151 / 577 | Opposition                                        |
| 2024  | Nouveau Front populaire                         | 8 995 226  | 28,06    | 2e       | 7 004 725  | 25,68   | 2e      | 182 / 577 | Opposition                                        |

### Élections présidentielles
| Année | Candidat            | Premier tour | Premier tour | Premier tour | Second tour | Second tour | Second tour | Statut |
| Année | Candidat            | Voix         | %            | Rang         | Voix        | %           | Rang        | Statut |
| ----- | ------------------- | ------------ | ------------ | ------------ | ----------- | ----------- | ----------- | ------ |
| 1974  | François Mitterrand | 11 044 373   | 43,25        | 1er          | 12 971 604  | 49,19       | 2e          | Battu  |